# Strangalia flavocincta
Strangalia flavocincta är en skalbaggsart som först beskrevs av Thomson 1860.  Strangalia flavocincta ingår i släktet Strangalia och familjen långhorningar. Inga underarter finns listade i Catalogue of Life.